# Terremoto de Almería de 1522
El terremoto de Almería del 22 de septiembre de 1522 fue el terremoto más destructivo de la historia en España, supuso la destrucción total de la ciudad de Almería, provocando además graves destrozos en otras 80 poblaciones cercanas. Provocó daños incluso en la Alhambra de Granada, donde abrió grandes grietas en diversos muros y torres.
Su magnitud fue de 6,8 a 7,0 en la escala de Richter. Se estima que su epicentro se situó entre la capital de Almería y el valle del Andarax, cerca de Alhama de Almería. Además de los daños ya mencionados en Almería, provocó importantes destrozos en localidades más distantes como Vera, en la provincia de Almería, y Baza, Guadix o Ugíjar, en la provincia de  Granada.
Su intensidad fue estimada en estudios posteriores al terremoto entre X y XI en la escala Mercalli, lo cual habla de un terremoto "Muy desastroso" según la propia escala. La aceleración del sismo debió ser superior a 500 gal conforme a la misma escala.[cita requerida]
La provincia de Almería es, junto a las de Granada y Murcia, la provincia con mayor riesgo sísmico de España y por ende, es una de las regiones sismológicamente más activas de España.

## Daños

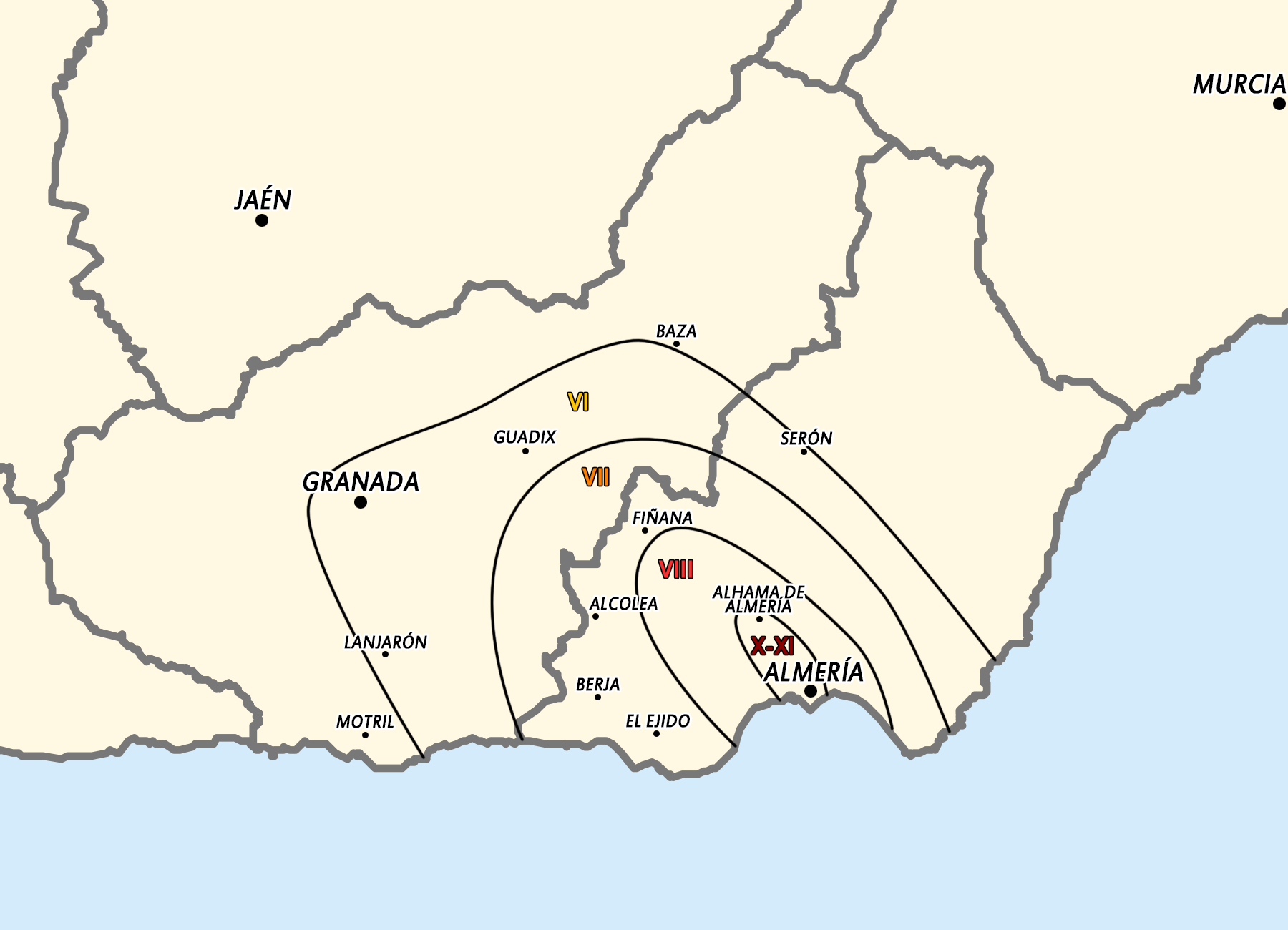
Mapa de Intensidades del terremoto de Almería de 1522

Se estima que el número de víctimas mortales a consecuencia de este desastre natural fue de entre 2500 a varios millares personas.
Los destrozos causados por este terremoto no se limitaron únicamente a vidas humanas y construcciones artificiales. Alguno de los efectos que más perjudicaron a la sociedad en tiempos venideros fue el secado de la fuente Vacares, cerca de Huéchar, o del manantial que existió en la hoy conocida como Alhama de Almería, y que provocó que se cambiara su toponimia a Alhama la Seca.
Algunos de los daños más llamativos de este sismo, y que ponen de manifiesto la severidad del mismo, se dieron a más de 100 kilómetros de distancia del epicentro, en concreto en la Alhambra de Granada, en donde sus principales torres se cuartearon con grandes aberturas. Asimismo se ha relatado que el movimiento sísmico provocó un tsunami, aunque para el IGN los datos no son concluyentes.
Y es que sin duda la peor parte se la llevó la capital de Almería, que quedó destrozada casi en su totalidad. La mayoría de las viviendas se vinieron abajo y con ellas la vida de más de 2500 personas, en su mayoría niños y mujeres, que no pudieron escapar al primer movimiento de tierra. Según los escritos de Don Martín de Salinas, embajador del infante Don Fernando, "Los temblores duraron desde la diez de la mañana hasta las diez de la noche".
El terremoto su pudo sentir también en prácticamente toda la costa norte de África, de hecho, en Mauritania (a más de 1200 kilómetros de Almería) provocó considerables daños en el interior.
Cabe mencionar que se tiene constancia de correspondencia de la época en la que se afirma que aún pasado más de un cuarto de siglo desde el terremoto, la ciudad de Almería aún seguía conviviendo con los restos y escombros de las antiguas edificaciones derribadas por el sismo.

## Reconstrucción y remodelación de Almería

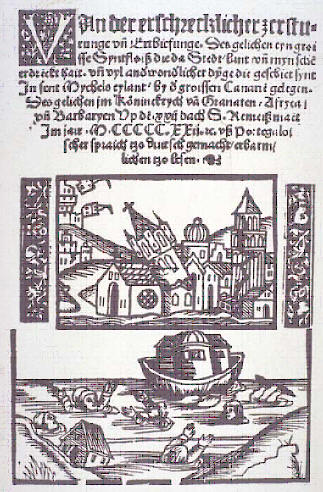
Impreso realizado en Colonia, Alemania, en 1523 informando acerca de la destrucción de Almería por el terremoto de 1522.

Este devastador terremoto fue el fin de la Almería de construcción y arquitectura musulmana y el inicio de la actual, ya que hubo que rediseñar la forma en la que estaba estructurada toda la ciudad. Hasta aquel momento, el núcleo de la ciudad se extendía en calle de la Reina y, al oeste, en el final de la calle de las Tiendas (aljibes árabes y Puerta de Pechina (actualmente Puerta de Purchena). La fuerza destructora de este seísmo echó abajo la inmensa mayoría de las casas del barrio de la Almedina, dañó gravemente la Catedral de Almería (la cual también tuvo que ser reformada), derribó gran parte de la fortaleza de la Alcazaba y destrozó las Casas Consistoriales que se hallaban al comienzo de la calle Real de la Almedina, las cuales se trasladaron a la actual plaza de la Constitución, dando lugar al Ayuntamiento que se erige en la actualidad.
De igual manera, la principal mezquita musulmana hasta el siglo XVI ubicada por entonces en el solar donde hoy se ubica la iglesia de San Juan, y sacralizada como catedral cristiana, se vio también afectada con daños hasta en sus cimientos. Solo se mantuvo el muro de la quibla donde se hallaba el mihrab. El dilema planteado al obispo Diego Fernández de Villalán era el de rehacerla sobre sus escombros o construir otra de nueva planta, optando finalmente por lo segundo.
Los habitantes de Almería afectados por aquella tragedia se vieron forzados a ocupar las zonas cercanas a la Alcazaba y el arrabal de la Musalla, exterior a la muralla que bajaba por la actual calle de la Reina (hasta entonces despoblada a excepción del Convento de Las Puras) como únicas alternativas de expansión urbana hacia el este. Los escasos entrepaños de las murallas de la Alcazaba que aguantaron las embestidas se cuartearon y hubo que reedificarlos junto a los derribados.
El 24 de octubre de 1522, tal y como narra José Ángel Tapia Garrido en su libro Almería, piedra a piedra, se reunieron en el cabildo los canónigos Sancho Ortega, Nanclares, Soto, Rebollo y Hernán Pérez con el deán Francisco Ortega, acordando que este fuese a la Corte para solicitar ayuda con el propósito de reedificar la catedral de Almería, logrando cinco reales de viático cada día. Reinando Carlos I, la Corona de Castilla libró fondos que finalmente resultaron ser insuficientes y las obras nunca fueron satisfactorias.
Según explica el historiador Antonio Sevillano, "La fisonomía de la ciudad sufrió una brusca y absoluta transformación urbana. Puede afirmarse que como consecuencia de las violentas sacudidas tuvo que alzarse una nueva, la que conocemos extendida de La Almedina el Paseo".

## Relato de Pedro Mártir de Anglería
Pedro Mártir de Anglería, envió al arzobispo de Cosenza una impactante epístola apenas una semana después de que tuvieran lugar aquellos trágicos hechos en la ciudad de Almería. Se trató de una completa carta en la que se describía una situación apocalíptica, con relato pormenorizado de la destrucción que sufrió la capital almeriense. A continuación se muestra un amplio extracto de dicho escrito:

Sabes que Almería -algunos quieren que se diga Abdera- es una población marítima muy famosa del reino de Granada. El terremoto ha sacudido la ciudadela y su insigne templo catedral, juntamente con todos los conventos, derribándolos por tierra y lanzando en pedazos sus sillares. ¡Qué horror! ¡Qué desgracia inaudita! Al derrumbarse la mole de las iglesias cogió a muchos sacerdotes que celebraban los divinos oficios y el hundimiento de las casas aplastó a los padres con los hijos, a los señores con los criados y los sepultó vivos en sus propias moradas.

¿Cuándo ha sucedido un caso horrible semejante? De entre los edificios de la ciudad entera apenas si escaparon vivos dos; otros dicen que uno, supuesto que el otro ha quedado cuarteado. Cuanto mayor y más sólida era la estructura de las casas, con tanta más facilidad caían al ser sacudidas. Conjetura cuál sería el llanto de los supervivientes, cuáles los lamentos de los niños y mujeres entre tanta calamidad. Y no paró en esto aquella furia. Por los valles de las montañas cercanas a aquella desgraciada ciudad -región vulgarmente llamada las Alpujarras- se desliza un río de fácil vado todo el año, fuera de las épocas de tormentas. Sus riberas estaban pobladas de pueblecitos, municipios y aldeas, al amparo de la fertilidad de su suelo y la templanza de su clima, hasta el extremo de que parecían disfrutaban de un perpetuo otoño. Aquel temporal lo redujo todo a polvo. Muy pocos pueblos escaparon de él, y los que sobrevivieron, atónitos con tal desgracia, tienen el cielo por techo de sus casas.
Dicen que han quedado devastados en esta ocasión unos ochenta lugares. La misma Granada, capital del reino, no escapó indemne de esta desgracia. Tembló la real mansión de la Alhambra, maravilla de construcción. Sus principales torres se cuartearon con descomunales aberturas. La magnífica capilla, sepulcro de los Reyes Católicos, contigua a la catedral, si no se hundió, a duras penas escapó de la ruina. Con la sacudida cayeron muchas de sus piedras, y ahora está al descubierto con inmensas troneras. La ciudad «de Granada» ha sufrido quebranto también en algunas de sus casas. Lo mismo cuentan de Baza, otra ciudad del reino. Con tal furor fueron sacudidos los campanarios que, sin tocarlos mano alguna, sonaron las campanas por sí solas. Oye otra cosa no menor, si no tan desgraciada, al menos admirable: hay en la ciudad de Guadix, también del reino de Granada, un camino que lleva a Almería por entre vastas rocas y montañosas escabrosidades. En el sacudimiento de los montes se han juntado dos peñascos y hay que buscar el camino por otro sitio. Dicen que en otros montes de las Alpujarras, de una roca, en un lugar donde jamás se había visto agua, ha brotado una fuente más negra que la pez, de un caudal más grueso que el brazo de un hombre.

¿Qué decir de Vera -otra ciudad del reino- que el año anterior padeció igual sacudida?. Se estremecen de horror las entrañas al narrarlo. No quedó en pie ninguna casa, ni rastro alguno de su bienforticado castillo. Todo se convirtió en un desierto, como si allí nunca hubiera habido nada.
Pedro Mártir de Anglería.

## Relato de Andrea Navagero
El conocido escritor y diplomático italiano, Andrea Navagero, fue cronista oficial de la República de Venecia y embajador de ésta ante Carlos V y Francisco I de Francia. Su estancia en España la relató él mismo en un magnífico relato de viaje que fue publicado en Venecia en el año 1563. En este relato explicó los efectos del trágico terremoto de Almería de 1522 que asoló la ciudad de Almería y causó graves desastres en toda la provincia homónima. A continuación se cita el fragmento íntegro de dicho relato:

En estos mismos días, podía ser mediados de septiembre, en el reino de Granada hubo un temblor de tierra, el mayor y más furioso que nunca los hombres vieron, ni se habla que en este tiempo haya acontecido, porque pasó así: que en la ciudad de Almería derribó la fortaleza y casi todas las torres y muros de la cerca de la ciudad y la iglesia mayor y todos los otros templos, con ser los más de ellos de fuerte y excelente labor.
Andrea Navagero.